# Patrik Tybor
Patrik Tybor (16 de septiembre de 1987) es un ciclista eslovaco que fue profesional entre 2006 y 2023.

## Palmarés
2009
- 1 etapa del Gran Premio Bradlo

2012
- 3.º en el Campeonato de Eslovaquia en Ruta

2013
- 3.º en el Campeonato de Eslovaquia en Ruta
- 1 etapa del Baltic Chain Tour

2014
- 3.º en el Campeonato de Eslovaquia Contrarreloj

2015
- 2 etapas del Tour de Bulgaria
- 3.º en el Campeonato de Eslovaquia Contrarreloj
- 3.º en el Campeonato de Eslovaquia en Ruta

2016
- 1 etapa del Tour de Camerún
- 1 etapa del Tour de Marruecos

2017
- 2.º en el Campeonato de Eslovaquia Contrarreloj

2018
- 2.º en el Campeonato de Eslovaquia Contrarreloj

2019
- 3.º en el Campeonato de Eslovaquia Contrarreloj
- 3.º en el Campeonato de Eslovaquia en Ruta